# Geraldine McEwan
Geraldine McEwan; właśc. Geraldine McKeown (ur. 9 maja 1932 w Old Windsor w hrabstwie Berkshire, zm. 30 stycznia 2015 w Londynie) – brytyjska aktorka filmowa, telewizyjna i teatralna.
Laureatka telewizyjnej nagrody BAFTA (1991), nominowana do teatralnej nagrody Tony oraz nagród Laurence Olivier Award oraz Złotej Satelity.
Największą popularność i uznanie przyniosła jej rola panny Jane Marple w serii filmów kryminalnych Agatha Christie: Miss Marple zrealizowanych na podstawie powieści Agathy Christie. W postać tę wcieliła się w 12 filmach zrealizowanych w latach 2004–2007. W kolejnych częściach zastąpiła ją Julia McKenzie.
Znana jest również z popularnego filmu Kevina Reynoldsa Robin Hood: Książę złodziei (1991), w którym brawurowo zagrała rolę czarownicy Mortianny.
W październiku 2014 doznała wylewu krwi do mózgu. Trzy miesiące później zmarła w londyńskim szpitalu w dzielnicy Hammersmith w wyniku komplikacji związanych z chorobą.

## Filmografia
- Pełnia życia panny Brodie (1978) jako Jean Brodie
- Obce ciało (1986) jako lady Ammanford
- Henryk V (1989) jako Alice
- Robin Hood: Książę złodziei (1991) jako Mortianna
- Mojżesz (1995) jako Miriam
- Czerwony karzeł (1988-99; serial TV) jako Cassandra (gościnnie, 1999)
- Tytus Andronikus (1999) jako pielęgniarka
- List miłosny (1999) jako Miss Scattergoods
- Stracone zachody miłości (2000) jako Holofernia
- Nosiciel (2000) jako Lilian Rodgers
- Pokarm miłości (2002) jako Novotna
- Siostry magdalenki (2002) jako siostra Bridget
- Uwięziona we śnie (2004) jako Janet
- Vanity Fair. Targowisko próżności (2004) jako lady Southdown
- Panna Marple (2004-13; serial filmów kryminalnych) jako Jane Marple (w 12 filmach w l. 2004-07)
- Wallace i Gromit: Klątwa królika (2005) – panna Thripp (głos)
- Wallace i Gromit: Kwestia tycia i śmierci (2008) – panna Thripp (głos)
- Tajemniczy świat Arrietty (2010) – Haru (głos; w wersji brytyjskiej)
- Abuelas (2011) – Abuela (narrator)